# Свеллендам

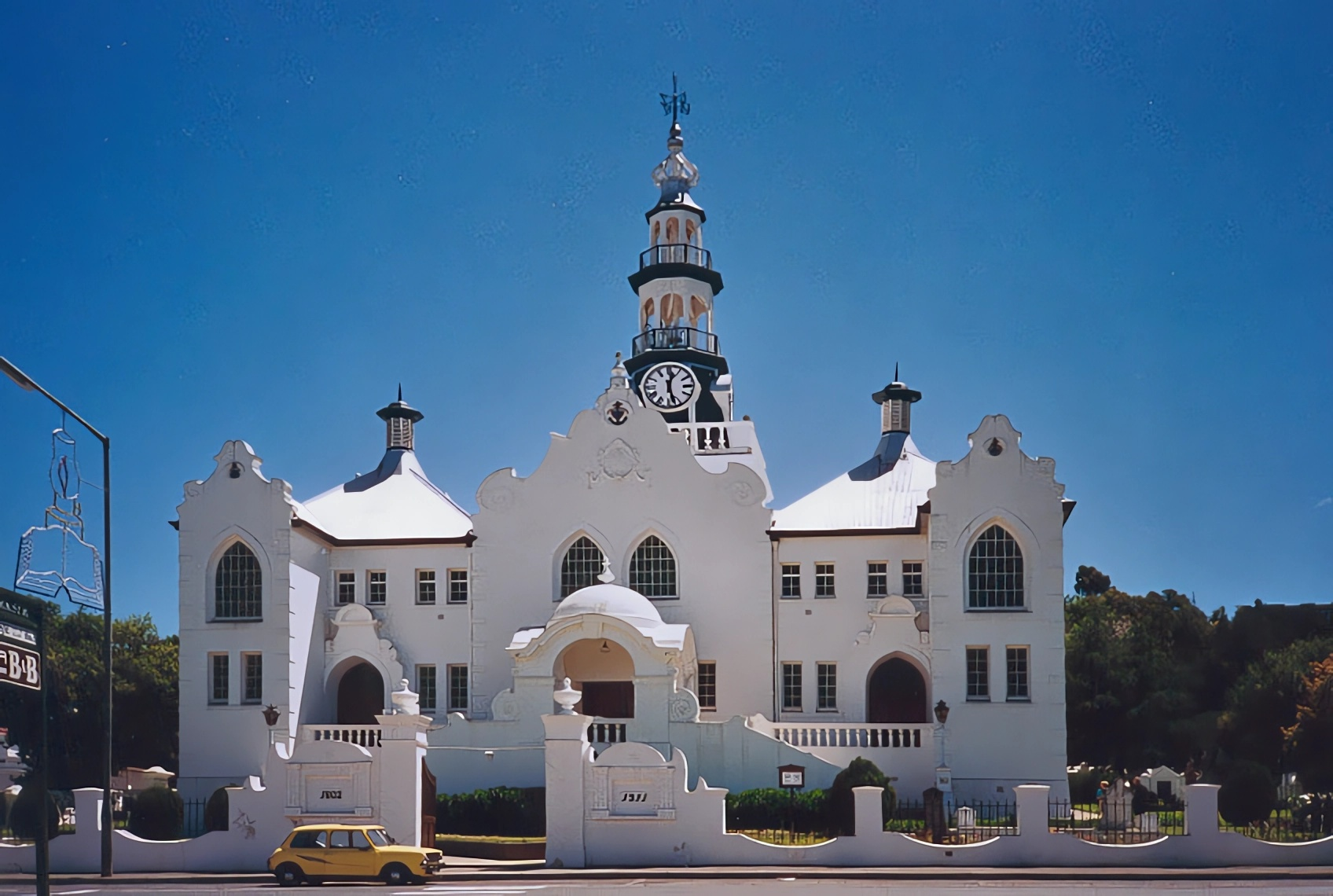
Здание Голландской реформатской церкви в Свеллендаме

Свеллендам (африк. Swellendam) — городок в Западной Капской провинции ЮАР. Население составляет свыше 30 000 жителей. Является третьим по старшинству среди городов, заложенных европейцами на юге Африки. В городе имеются образцы старинной голландской архитектуры.
Город расположен у национального шоссе N2, примерно в 220 км от Кейптауна и Джорджа.
Город долго играл роль экономического центра. 18 июня 1795 здесь была провозглашена республика Свеллендам, ликвидированная уже в ноябре того же года.